# Nissan N7

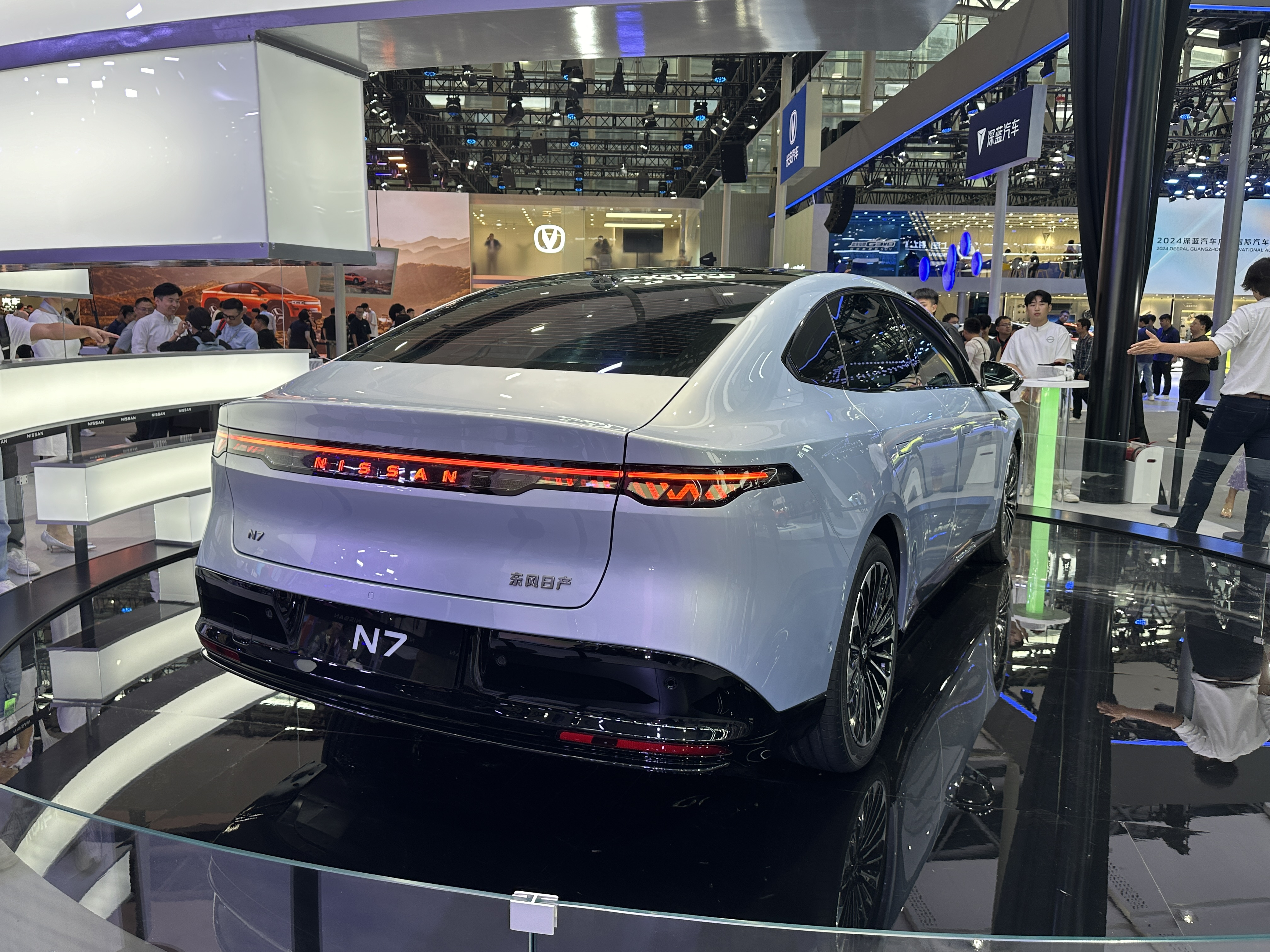
Вид сзади

Nissan N7 — среднеразмерный электромобиль, представленный в 2024 году совместным предприятием Dongfeng Nissan.

## Описание
Впервые Nissan N7 был представлен в марте 2024 года под название Epoch. Продажи намечены на первую половину 2025 года в Китае.
Nissan N7 — одна из нескольких моделей, включённых в среднесрочный план Nissan «The Arc», в рамках которого совместное предприятие Dongfeng Nissan должно ускорить запуск гибридных и электрических автомобилей в Китае.
Стратегия предусматривает в общей сложности 30 моделей по всему миру к 2027 году, в том числе семь автомобилей для США.